# Wehretalbrücke (Walburg)
Die Wehretalbrücke ist eine etwa 530 Meter lange Autobahnbrücke im Zuge der Bundesautobahn 44 (BAB 44) bei Walburg, einem Stadtteil von Hessisch Lichtenau, im nordhessischen Werra-Meißner-Kreis.

## Geographische Lage
Sie ist Teil des Verkehrsprojekts Deutsche Einheit Nr. 15 (Autobahnverbindung Kassel – Eisenach) und wurde von 2001 bis 2003 im Zuge der geplanten Verlängerung der BAB 44 von Kassel nach Eisenach erbaut. Die aus Spannbeton erbaute Hohlkastenbrücke mit externer Vorspannung überquert am Südrand von Walburg das Tal der Wehre, die Landesstraße L 3238 und die Bundesstraße 7 unmittelbar nordwestlich deren Autobahnanschlussstelle 78 „Hessisch Lichtenau Ost“ auf die BAB 44.

## Bau und technische Daten
Der Entwurf des Bauwerks stammt von Kinkel + Partner aus Dreieich, die Bauausführung lag bei dem Kasseler Bauunternehmen Gerdum u. Breuer GmbH u. Co. KG. Die Brücke ist mit zwei getrennten Überbauten ausgelegt, je eine pro Fahrtrichtung, und verläuft in leichtem Bogen mit 1000 m Grundrissradius und mit einer leichten Längsneigung von 1,43 % von Südosten nach Westen über das Tal. Auf Grund der Krümmung ist die Nordfahrbahn 532,80 m, die Südfahrbahn nur 527 m lang. Um die späteren Setzungen aus der Brückenauflast vorwegzunehmen, wurden die Vorschüttungen für die Widerlager bereits im Herbst 2000 vorgenommen. Zur Sicherung der Standfestigkeit wurden insgesamt 370 Frankipfähle von bis zu 15 m Länge unter den 11 Doppel-Pfeilern und den Widerlagern in den Boden gerammt. Die beiden Überbauten wurden im Taktschiebeverfahren hergestellt. Sie sind als einzellige Hohlkästen über 12 Felder ausgebildet. Die Stützweiten der Felder sind 9 × 45 m, 1 × 46 m und 2 × 38 m. Die lichte Höhe beträgt 18 m, die maximale Pfeilerhöhe 15 m. Insgesamt wurden etwa 15.800 m³ Beton, 2400 t Betonstahl und 240 t Spannstahl verbaut.